# Cissia moneta
Espèce
 Cissia moneta est une  espèce de papillons de la famille des Nymphalidae et de la sous-famille des Satyrinae et du genre Cissia.

## Dénomination
Cissia moneta a été décrit par Gustav Weymer en 1911 sous le nom d' Euptychia moneta.

## Écologie et distribution
Cissia  moneta n'a pas été retrouvée en Guyane ces 25 dernières années.